# Fort Bowyer

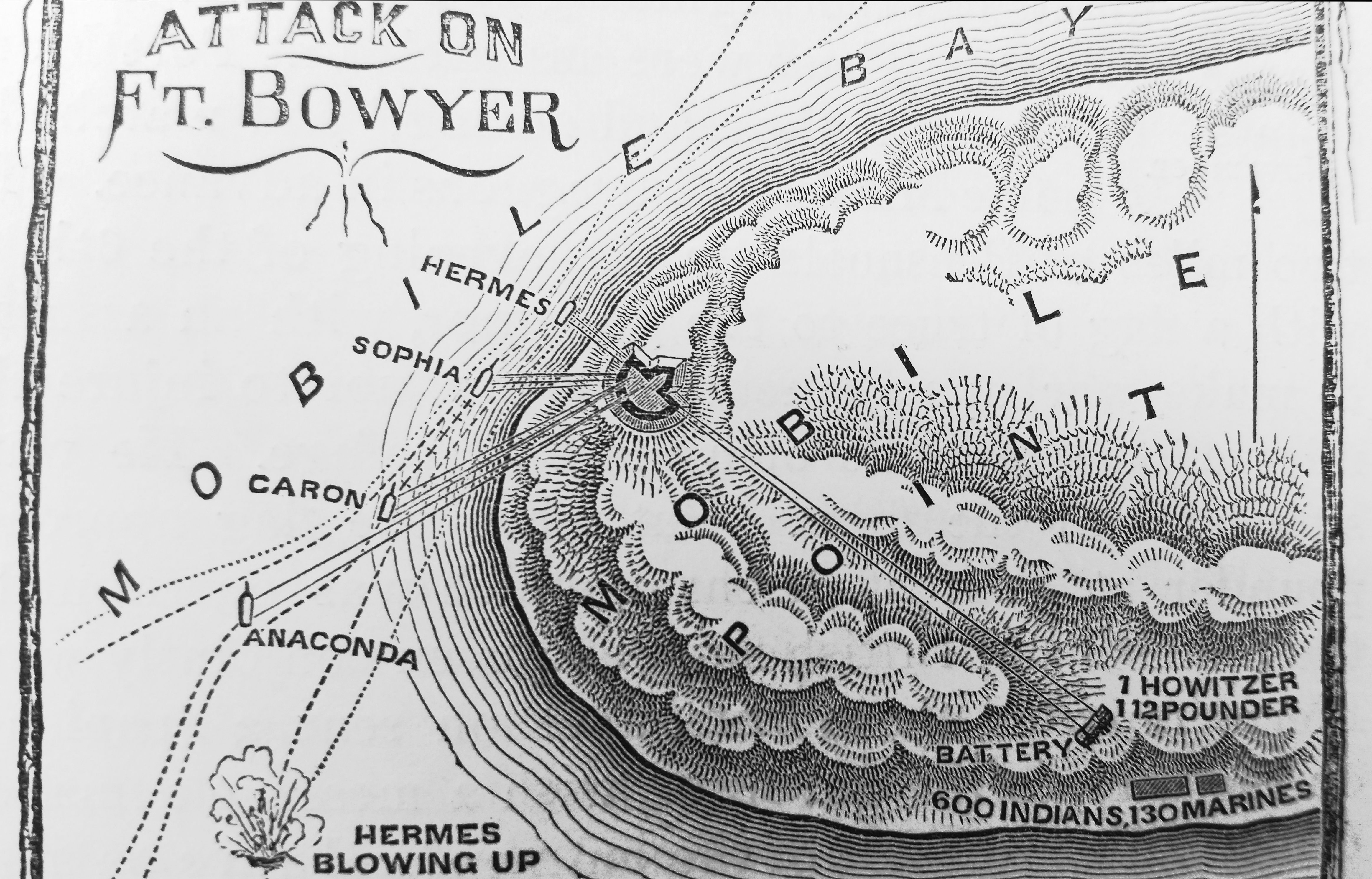
Fort Bowyer.

Le fort Bowyer est une fortification en terre et palissade que l'armée américaine a érigée en 1813 sur la péninsule de Mobile Point, près de l'embouchure du Mobile dans la baie de Mobile dans l'actuel comté de Baldwin, en Alabama, mais faisait alors partie du territoire du Mississippi.
Les Britanniques ont attaqué le fort à deux reprises pendant la guerre de 1812.

## Histoire
Le fort est dénommé en l'honneur du colonel John Bowyer.

## Première attaque
La première attaque, infructueuse, a lieu en septembre 1814 et a conduit les Britanniques à changer de stratégie et à attaquer La Nouvelle-Orléans. L'attaque britannique, navale et terrestre, est connue sous le nom de « Première bataille de Fort Bowyer ».

## Seconde attaque
La seconde attaque, consécutive à la bataille de La Nouvelle-Orléans, est un succès. Elle a lieu en février 1815, après la signature du traité de Gand, mais avant que la nouvelle n'atteigne cette partie de l'Amérique.

## Démantèlement
Entre 1819 et 1834, les États-Unis construisent une nouvelle fortification en maçonnerie, Fort Morgan, sur le site même de Fort Bowyer.